# 1680

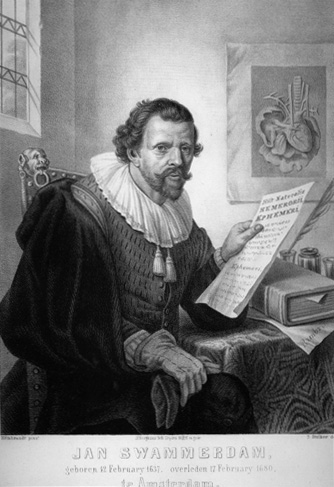
Jan Swammerdam

Het jaar 1680 is het 80e jaar in de 17e eeuw volgens de christelijke jaartelling.

## Gebeurtenissen
januari
- 29 - De Delftse lenzenslijper en onderzoeker Antoni van Leeuwenhoek wordt benoemd tot lid van de Royal Society in Londen.

juli
- 24 - De kruittorenramp in het Noord-Brabantse Heusden. De bliksem treft de kruittoren van het kasteel met daarin 70.000 pond buskruit en 1000 granaten. Bij de daarop volgende ontploffing valt een onbekend aantal doden en gewonden.

augustus
- 10 - Begin van de Pueblo-opstand tegen de Spaanse kolonisten in het latere New-Mexico.
- 22 - Het windrecht wordt verleend aan de nieuwgebouwde oliemolen De Witte Duif aan de Zaan tegenover Wormerveer.

oktober
- 21 - Opening van de Comédie-Française.

november
- 20 - Het octrooi voor de bedijking van de in 1532 verdronken stad Kortgene wordt verleend.

zonder datum
- Johan Lodewijk van Nassau-Ottweiler doet afstand ten gunste van zijn zoon Frederik Lodewijk.
- Stichting van de Congregatie van de Zusters Apostolinnen.

## Muziek
- Georg Muffat componeert de opera Königin Marianne oder die verleumdete Unschuld die in september in Salzburg in première gaat

## Bouwkunst

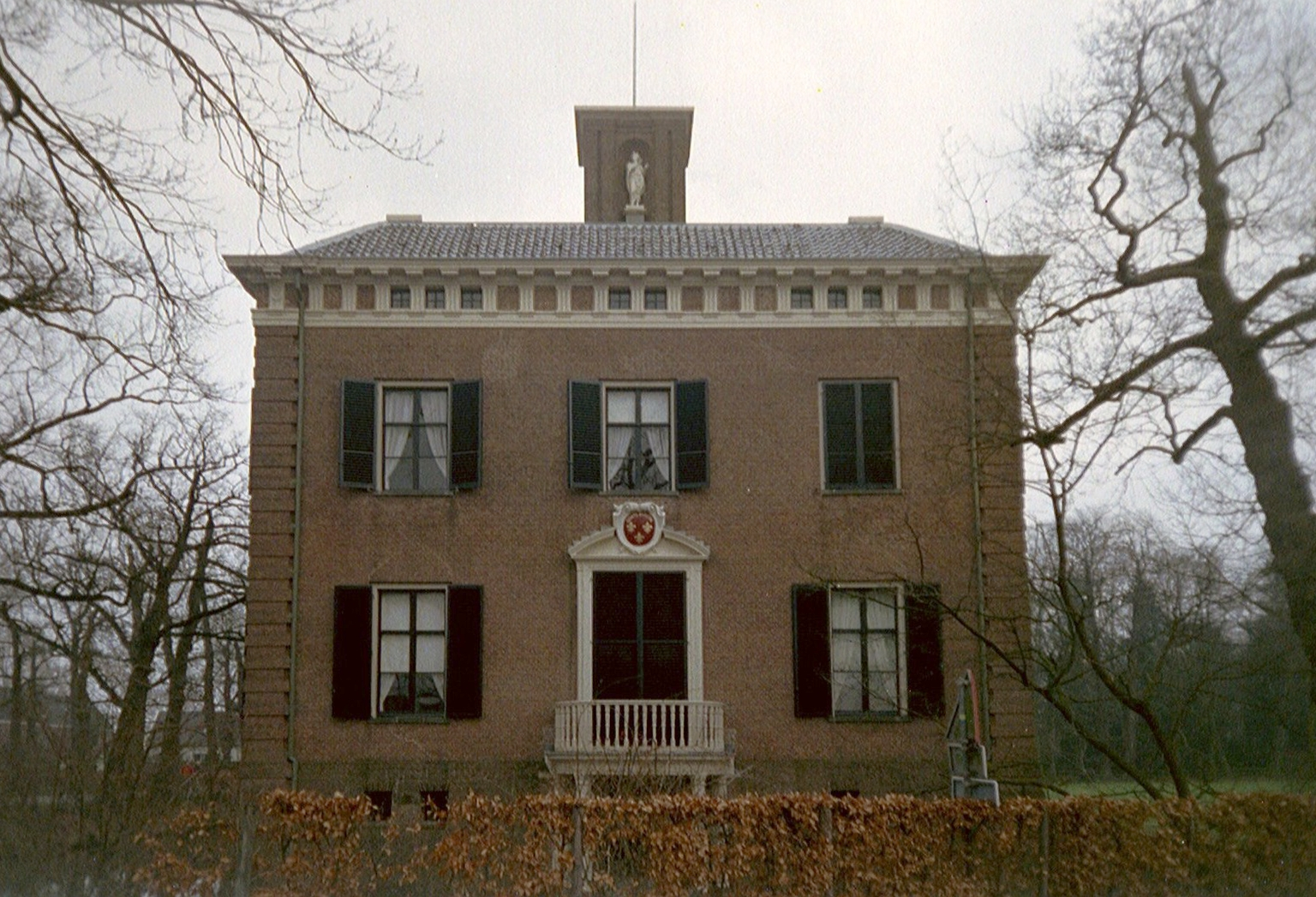
Gunterstein (1680) Adriaan Dortsman?

## Geboren
januari
- 3 - Johann Baptist Zimmermann, Duits schilder

februari
- 20 - Frederik Willem Adolf van Nassau-Siegen, vorst van Nassau-Siegen (overleden 1722)

juni
- 23 - Charlotte Amalia van Nassau-Dillenburg, regentes van Nassau-Usingen en Nassau-Saarbrücken (overleden 1738)

datum onbekend
- Zwartbaard, Engels piraat

## Overleden
februari
- 17 - Jan Swammerdam (43), Nederlands microscopist

maart
- 4 - Chhatrapati Shivaji Bhosle (53), keizer van de Maratha's in het westen van India

april
- 17 - Kateri Tekakwitha (24), Amerikaans-Indiaans zalige

juli
- 26 - John Wilmot (33), Engels dichter

september
- 25 - Samuel Butler (68), Engels dichter

oktober
- 13 - François Roberday (56), Frans orgelcomponist

november
- 28 - Gian Lorenzo Bernini (81), Italiaans architect en beeldhouwer